# Castiello de Jaca
Castiello de Jaca – gmina w Hiszpanii, w prowincji Huesca, w Aragonii, o powierzchni 17,31 km². W 2011 roku gmina liczyła 249 mieszkańców.